# Gudmuntorps kyrka

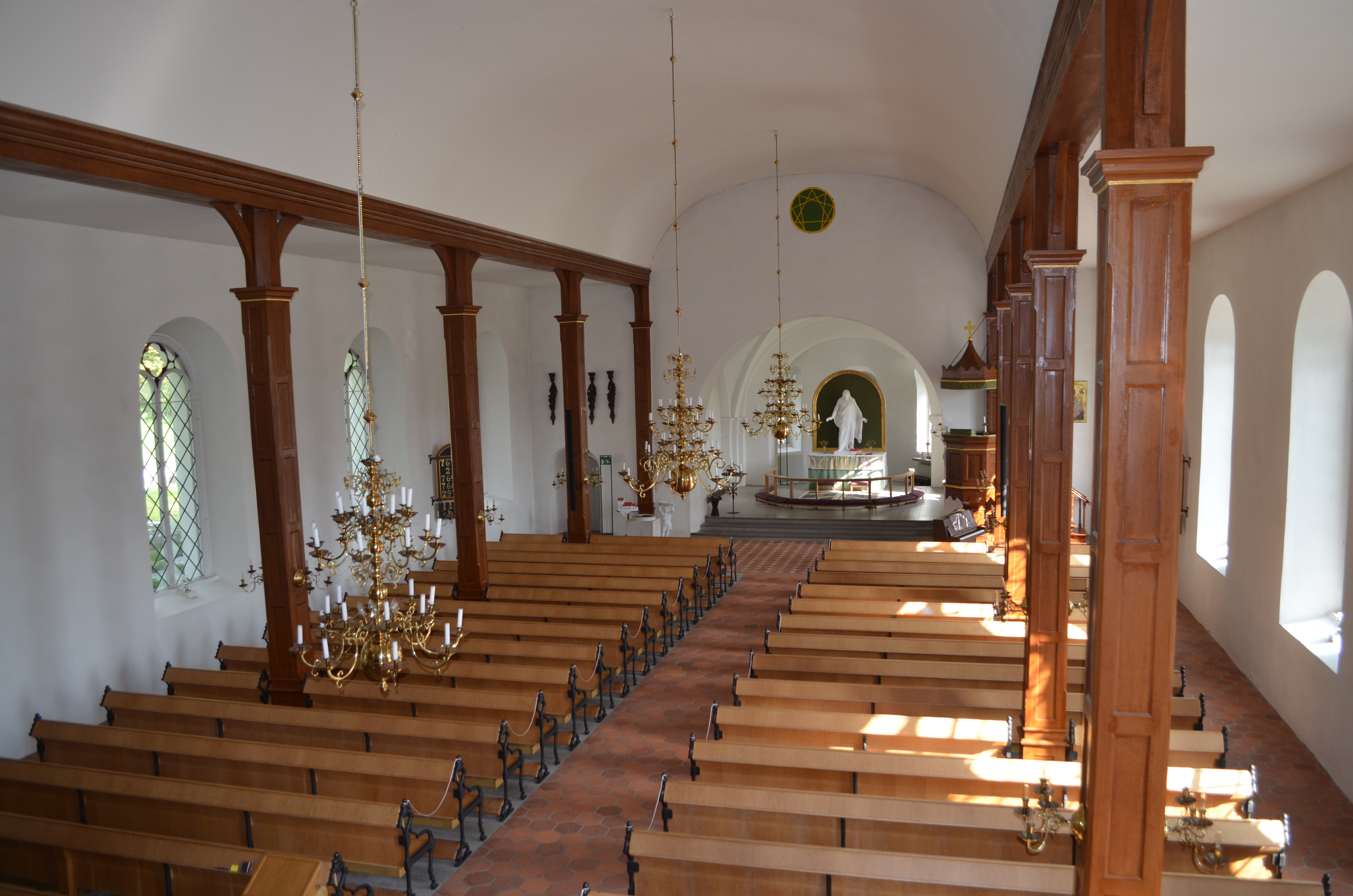
Gudmontorps kyrkosal

Gudmuntorps kyrka är en kyrkobyggnad i Gudmuntorp. Den är församlingskyrka i Ringsjö församling i Lunds stift.

## Kyrkobyggnaden
Nuvarande kyrka uppfördes 1861 efter ritningar av arkitekt Johan Adolf Hawerman. Byggnationen skedde på bekostnad av greve Einar Carl Ditlev Reventlow, ägare av Pugerups gods, som hade patronatsrätt över församlingen. Byggnaden har en stomme av sten och består av långhus med smalare kor i öster och torn i väster. Öster om koret finns en tresidig sakristia. Tornets nederdel har medeltida ursprung och fanns i tidigare kyrka.

## Inventarier
En prästbänk av ek är från 1573.

### Orgel
- 1879 byggde Anders Victor Lundahl, Malmö en orgel med 12 stämmor och två manualer som kunde sammankopplas. Invigdes 28 december 1879. Avsynades av Musikdirektör Per Ghötson.[1]
- 1930 byggde M J & H Lindegren, Göteborg en orgel med 15 stämmor.
- Den nuvarande orgeln byggdes 1967 av A. Mårtenssons Orgelfabrik AB, Lund en mekanisk orgel.

| Manual I        | Manual II         | Pedal        | Koppel |
| Principal 8'    | Gedackt 8´        | Subbas 16´   | I/P    |
| Rörflöjt 8'     | Rörflöjt 4'       | Oktavbas 8´  | II/P   |
| Oktava 4'       | Principal 2'      | Nachthorn 4´ | II/I   |
| Gedacktflöjt 4' | Spetskvint 1 1/3' | Fagott 16'   |        |
| Waldflöjt 2'    | Scharf 3 chor     |              |        |
| Mixtur 4 chor   | Krumhorn 8'       |              |        |
| Trumpet 8'      | Tremulant         |              |        |

### Webbkällor
- Åsbo Släkt- och Folklivsforskare